# Hiromi Otsu
Hiromi Otsu –en japonés, 大津広美, Otsu Hiromi– (Sarabetsu, 22 de mayo de 1984) es una deportista japonesa que compitió en patinaje de velocidad sobre hielo.
Ganó una medalla de bronce en el Campeonato Mundial de Patinaje de Velocidad sobre Hielo en Distancia Individual de 2009, en la prueba de persecución por equipos. Participó en los Juegos Olímpicos de Turín 2006, ocupando el cuarto lugar en la misma prueba.

## Palmarés internacional
| Campeonato Mundial en Distancia Individual | Campeonato Mundial en Distancia Individual | Campeonato Mundial en Distancia Individual | Campeonato Mundial en Distancia Individual |
| Año                                        | Lugar                                      | Medalla                                    | Prueba                                     |
| ------------------------------------------ | ------------------------------------------ | ------------------------------------------ | ------------------------------------------ |
| 2009                                       | Richmond (Canadá)                          | Medalla de bronce                          | Persecución por equipos                    |